# Крот (митологија)
Крот је у грчкој митологији био рустични дух или сатир, пратилац муза на планини Хеликон. 

## Митологија
Родитељи су му били Пан и нимфа Еуфема. Био је добар ловац, али и музичар који је изумео и лук за лов и ритам (такт) у музици. Музе су га наградиле, тако што су га пренеле као звезду у сазвежђе Стрелца. Према неким изворима, на тај начин га је Зевс заправо учинио бесмртним.